# Pierre-Eugène Marc
Pour les articles homonymes, voir Marc.
Eugène Marc ou Pierre-Eugène Marc, né le 14 février 1818 à Rouen et mort le 4 juin 1885 à Paris, est un peintre et illustrateur français.

## Biographie
Pierre-Eugène Marc est le fils de Pierre Léonard Marc, jardinier, et de Marie Catherine Perrine Boisbunel.
Élève de David d'Angers, de Paul Delaroche et d'Eugène Delacroix, il expose au Salon de 1846 à 1880.
Ami de Dominique Adolphe Grenet, il est témoin lors de son mariage en 1872.
Il meurt à l'hôpital à l'âge de 67 ans. Il est inhumé au cimetière parisien d'Ivry.

## Œuvres dans les collections publiques
- Angers, Musées[5]
- Blérancourt, Musée franco-américain du château de Blérancourt[6]

## Œuvres exposées aux Salons parisiens
- Portrait de M. T..., au Salon de 1846
- André Chénier "Avant que de ces deux moitiés, Ce vers que je commence ait atteint la dernière, Peut-être en ces murs effrayés, Le messager de mort, noir recruteur des ombres, Escorté d’infâmes soldats, Remplira de mon nom ces longs corridors sombres." (André Chénier), au Salon de 1848
- Portrait de M. J. D..., au Salon de 1848
- L’album ; étude, au Salon de 1848
- À la fontaine, au Salon de 1857
- Portrait de Mme G..., au Salon de 1857
- Seize cadres ; même numéro : Groupes, statues, bas-reliefs, bustes et médaillons, d’après David d’Angers, avec portraits, la vue de son tombeau, etc. ; en tout 233 pièces, extraites de l’Œuvre complet de David d’Angers, au Salon de 1859
- Un vœu ; souvenir de Pen-Marsh (Bretagne), au Salon de 1861
- La pluie, au Salon de 1861
- Convoitise, au Salon de 1864
- Conversion de saint Théophile Comme sainte Dorothée allait au supplice et disait qu’elle allait trouver son divin époux, un jeune homme nommé Théophile, lui demanda en raillant des fleurs et des fruits du jardin de cet époux ; la sainte, par un effet de la toute puissance de Dieu, lui présenta réellement des fleurs et des fruits. (Vie des Saints de Godescar), au Salon de 1864
- Rêverie, au Salon de 1865
- Les papillons ; projet de plafond, au Salon de 1865
- L’enfant prodigue, au Salon de 1866
- Un ex-voto Cette grenouille modelée en bronze est l’offrande votive d’un voyageur. Guidé par son cri, il a découvert une source dont les eaux bienfaisantes l’ont guéri d’une horrible soif. (Anthologie grecque), au Salon de 1868
- Pêches et cerises autour d’un buste, au Salon de 1868
- Les papillons ; projet de plafond ; dessin, au Salon de 1868
- Nature morte, au Salon de 1869
- Tête d’étude, au Salon de 1869
- Une porte de jardin, au Salon de 1870
- "N’ayant pas été sage", au Salon de 1870
- Nature morte, au Salon de 1877
- Ruines de Grez (Seine-et-Marne), au Salon de 1880
- Chien et chat, au Salon de 1880